# Travis Mayweather

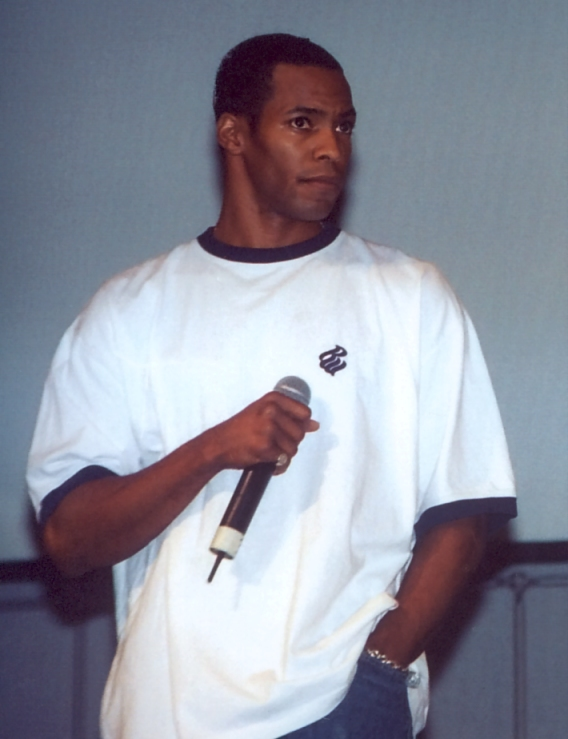
Anthony Montgomery, actor que interpreta a Travis Mayweather.

Travis Mayweather és un personatge fictici de l'univers Star Trek en la sèrie Star Trek: Enterprise interpretat per Anthony Montgomery, té el rang d'alferes i és el navegant de la nau estel·lar Enterprise (NX-01).
Mayweather néixer el 2126 a bord de la nau de transport Horizont ECS, és un boomer que es designa a totes aquelles persones que neixen en una nau de càrrega espacial i viuen durant molts anys, cosa natural a causa de la poca velocitat que tenen i als llargs viatges que han de fer.
Mayweather és un jove tranquil i entusiasta a més d'un pilot altament qualificat amb gran experiència en l'espeleologia. Té almenys un germà, Paul, capità de l'Horizont càrrec que ocupava anteriorment el seu pare.